# ISU-Grand-Prix-Serie 2013/14
Die ISU-Grand-Prix-Serie 2013/14 war eine Serie von Eiskunstlaufwettbewerben, die vom 18. Oktober bis zum 8. Dezember 2013 von der Internationalen Eislaufunion veranstaltet wurden. Entscheidungen fanden in den Eiskunstlauf-Disziplinen Einzellauf der Herren, Einzellauf der Damen, Paarlauf und Eistanz statt.
Die Teilnehmer errangen gemäß ihren Platzierungen bei den Wettbewerben Punkte. Die sechs punktbesten Teilnehmer jeder Disziplin qualifizierten sich für das Grand-Prix-Finale in Fukuoka.

## Termine
| Veranstaltung        | Austragungsort | Datum                |
| -------------------- | -------------- | -------------------- |
| Skate America        | Detroit        | 18. bis 20. Oktober  |
| Skate Canada         | Saint John     | 25. bis 27. Oktober  |
| Cup of China         | Peking         | 1. bis 3. November   |
| NHK Trophy           | Tokio          | 8. bis 10. November  |
| Trophée Eric Bompard | Paris          | 15. bis 17. November |
| Rostelecom Cup       | Moskau         | 22. bis 24. November |
| Grand-Prix-Finale    | Fukuoka        | 5. bis 8. Dezember   |

## Ergebnisse
| Veranstaltung | Disziplin | Gold                                 | Silber                                  | Bronze                          |
| ------------- | --------- | ------------------------------------ | --------------------------------------- | ------------------------------- |
| Skate America | Herren    | Tatsuki Machida                      | Adam Rippon                             | Max Aaron                       |
| Skate America | Damen     | Mao Asada                            | Ashley Wagner                           | Jelena Radionowa                |
| Skate America | Paare     | Tatjana Wolossoschar / Maxim Trankow | Kirsten Moore-Towers / Dylan Moscovitch | Xenija Stolbowa / Fjodor Klimow |
| Skate America | Eistanzen | Meryl Davis / Charlie White          | Anna Cappellini / Luca Lanotte          | Maia Shibutani / Alex Shibutani |

| Veranstaltung | Disziplin | Gold                             | Silber                       | Bronze                            |
| ------------- | --------- | -------------------------------- | ---------------------------- | --------------------------------- |
| Skate Canada  | Herren    | Patrick Chan                     | Yuzuru Hanyū                 | Nobunari Oda                      |
| Skate Canada  | Damen     | Julija Lipnizkaja                | Akiko Suzuki                 | Gracie Gold                       |
| Skate Canada  | Paare     | Stefania Berton / Ondřej Hotárek | Sui Wenjing / Han Cong       | Meagan Duhamel / Eric Radford     |
| Skate Canada  | Eistanzen | Tessa Virtue / Scott Moir        | Kaitlyn Weaver / Andrew Poje | Madison Hubbell / Zachary Donohue |

| Veranstaltung | Disziplin | Gold                               | Silber                               | Bronze                     |
| ------------- | --------- | ---------------------------------- | ------------------------------------ | -------------------------- |
| Cup of China  | Herren    | Yan Han                            | Maxim Kowtun                         | Takahiko Kozuka            |
| Cup of China  | Damen     | Anna Pogorilaja                    | Adelina Sotnikowa                    | Carolina Kostner           |
| Cup of China  | Paare     | Aljona Savchenko / Robin Szolkowy  | Pang Qing / Tong Jian                | Peng Cheng / Zhang Hao     |
| Cup of China  | Eistanzen | Nathalie Péchalat / Fabian Bourzat | Jekaterina Bobrowa / Dmitri Solowjow | Madison Chock / Evan Bates |

| Veranstaltung | Disziplin | Gold                                 | Silber                         | Bronze                          |
| ------------- | --------- | ------------------------------------ | ------------------------------ | ------------------------------- |
| NHK Trophy    | Herren    | Daisuke Takahashi                    | Nobunari Oda                   | Jeremy Abbott                   |
| NHK Trophy    | Damen     | Mao Asada                            | Jelena Radionowa               | Akiko Suzuki                    |
| NHK Trophy    | Paare     | Tatjana Wolossoschar / Maxim Trankow | Peng Cheng / Zhang Hao         | Sui Wenjing / Han Cong          |
| NHK Trophy    | Eistanzen | Meryl Davis / Charlie White          | Anna Cappellini / Luca Lanotte | Maia Shibutani / Alex Shibutani |

| Veranstaltung        | Disziplin | Gold                      | Silber                             | Bronze                             |
| -------------------- | --------- | ------------------------- | ---------------------------------- | ---------------------------------- |
| Trophée Eric Bompard | Herren    | Patrick Chan              | Yuzuru Hanyū                       | Jason Brown                        |
| Trophée Eric Bompard | Damen     | Ashley Wagner             | Adelina Sotnikowa                  | Anna Pogorilaja                    |
| Trophée Eric Bompard | Paare     | Pang Qing / Tong Jian     | Meagan Duhamel / Eric Radford      | Caydee Denney / John Coughlin      |
| Trophée Eric Bompard | Eistanzen | Tessa Virtue / Scott Moir | Jelena Iljinych / Nikita Kazalapow | Nathalie Péchalat / Fabian Bourzat |

| Veranstaltung  | Disziplin | Gold                                 | Silber                        | Bronze                                  |
| -------------- | --------- | ------------------------------------ | ----------------------------- | --------------------------------------- |
| Rostelecom Cup | Herren    | Tatsuki Machida                      | Maxim Kowtun                  | Javier Fernández                        |
| Rostelecom Cup | Damen     | Julija Lipnizkaja                    | Carolina Kostner              | Mirai Nagasu                            |
| Rostelecom Cup | Paare     | Aljona Savchenko / Robin Szolkowy    | Wera Basarowa / Juri Larionow | Kirsten Moore-Towers / Dylan Moscovitch |
| Rostelecom Cup | Eistanzen | Jekaterina Bobrowa / Dmitri Solowjow | Kaitlyn Weaver / Andrew Poje  | Madison Chock / Evan Bates              |

| Veranstaltung     | Disziplin | Gold                              | Silber                               | Bronze                             |
| ----------------- | --------- | --------------------------------- | ------------------------------------ | ---------------------------------- |
| Grand-Prix-Finale | Herren    | Yuzuru Hanyū                      | Patrick Chan                         | Nobunari Oda                       |
| Grand-Prix-Finale | Damen     | Mao Asada                         | Julija Lipnizkaja                    | Ashley Wagner                      |
| Grand-Prix-Finale | Paare     | Aljona Savchenko / Robin Szolkowy | Tatjana Wolossoschar / Maxim Trankow | Pang Qing / Tong Jian              |
| Grand-Prix-Finale | Eistanzen | Meryl Davis / Charlie White       | Tessa Virtue / Scott Moir            | Nathalie Péchalat / Fabian Bourzat |